# César Fernández García

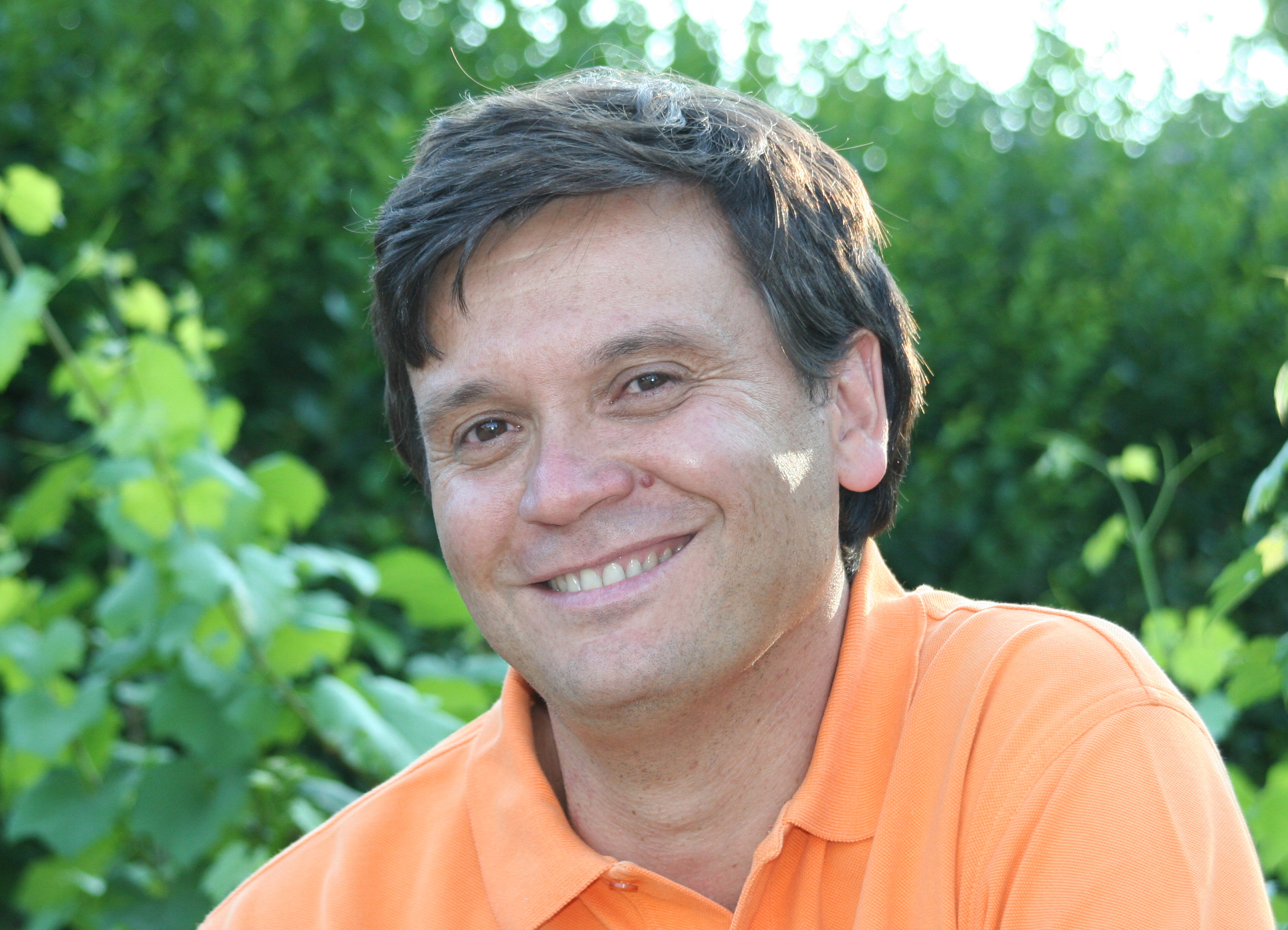
César Fernández García

César Fernández García (* 1967 in Madrid) ist ein spanischer Jugendbuchautor.

## Leben
Der Autor César Fernández García wurde 1967 in Madrid geboren und hat zahlreiche Kinder- und Jugendbücher geschrieben. Er ist promovierter Philologe und arbeitet neben seiner Tätigkeit als Autor auch als Literaturdozent an der Universidad Complutense in Madrid. Fernández García ist mit zahlreichen Literaturpreisen in Spanien ausgezeichnet worden und seine Arbeiten sind in verschiedene Sprachen übersetzt worden, so dass er auch international bekannt geworden ist.

## Literarischer Stil
Charakteristisch für Garcías Stil ist, dass seine Arbeiten zwei Erzählebenen haben: Eine spannungsgeladene Hauptgeschichte, anhand der sich der Roman entwickelt. Auf einer subtileren Ebene wird ein weiteres Thema eingeführt, so zum Beispiel eine Kritik der gesellschaftlichen Entwicklung der Massenmedien.

## La isla de la televisión
Das Buch La isla de la televisión ist 2012 in dem  Verlag Palabra in Madrid erschienen. Der Autor entwickelt seine Geschichte in der dritten Person anhand des Protagonisten Joaquín. Dieser ist ausgewählt, an einem neuen Senderformat teilzunehmen, diesmal mit Kindern und Jugendlichen, denn mit Erwachsenen wurden bereits alle Formate erprobt. Das Fernsehprogramm besteht hauptsächlich aus sogenannten reality shows. Die Protagonisten müssen mit drakonischen Strafen rechnen, wenn sie die Sendungen verlieren. Gewinnen sie, so winken ihnen große materielle Gewinne. Ihre Hauptaufgabe besteht darin, die Zuschauer zu unterhalten und sie zu bespaßen. Es scheint allein die Mutter des Protagonisten Joaquín zu sein, die sich der allumfassenden Kultur des Fernsehkonsums entgegenstellt. Denn am Anfang ist das Verhalten der teilnehmenden Jugendlichen an der show durchweg positiv. Die unterschwellige Frage, die der Autor entwickelt, ist, was Leute bereit sind zu tun, um Ruhm und Geld zu erlangen.

## Werke
- El bibliobús mágico – Verlag: Brief, 2001
- Bárbara, detective – Verlag: Eiunsa, 2002
- Bárbara y el misterio de Ariadna – Verlag: Bruño, 2002
- Los extraños vecinos del bajo B – Verlag: Bruño, 2003
- La visita del vampiro – Verlag: Siruela, 2004
- Ordenadores con bandera pirata – Verlag: Bruño, 2005
- La magia del samurái – Verlag: Bruño, 2006
- No, no y no (Ehrenliste CCEI 2007) – Verlag: Bambú, 2006
- La camiseta de Óscar – Verlag: Bambú, 2006
- Donde vive el miedo – Verlag: Bruño, 2007
- El e-mail del mal (Finalist beim Premio Ciudad Jaén 2007) – Verlag: Alfaguara, 2007
- Un hogar para Dog – Verlag: Bambú, 2007
- El rugido de la vida (Finalist beim Premio Edebé 2007) – Verlag: Ederer, 2007
- La oreja de Pompón – Verlag: Bruño, 2008
- Cuatro misterios para Bárbara detective – Verlag: Palabra, 2008
- No digas que estás solo (Ehrenliste CCEI 2010) – Verlag: Bruño, Sammlung: Paralelo Cero, 2009
- Un misterio en mi colegio – Verlag:  Homolegens, 2009
- Las sirenas del alma – Verlag: Algar, 2009
- La última bruja de Trasmoz (Premio La Galera 2009) – Verlag: La Galera, 2009
- Ellos (Premio Ciudad Jaén 2009) – Verlag: Montena, 2009
- El desafío de la leyenda – Verlag: Brief, 2010
- El hijo del ladrón – Verlag: Bruño, 2010
- Sácame de aquí – Verlag: San Pablo, colección La Brújula, Serie Verde, 2011
- La isla de la televisión – Verlag: Palabra, Sammlung: La Mochila de Astor, Serie Negra, 2012
- 16 olímpicos muy, muy importantes – Verlag: Bruño, Sammlung: Saber Más, 2012
- Héctor y el colegio embrujado – Verlag: Kattigara, Sammlung: Fierabrás (Serie Grumetes), 2012
- 16 dioses y héroes mitológicos muy, muy importantes – Verlag: Bruño, Sammlung: Saber Más, 2012
- El mensaje del mal – Verlag: Algar, Sammlung: Algar Joven, 2012
- La niebla que te envuelve – Verlag: Bruño, Sammlung: Paralelo Cero, 2013
- Bajo control – Verlag: Algar, 2014
- El color de lo invisible – Verlag: Palabra, 2014
- Los Turboskaters: La leyenda del robot asesino – Verlag: Bruño, 2021. Geschrieben mit Casandra Balbás und Bárbara Balbás.
- Los Turboskaters: La leyenda del cementerio de Nigrum – Verlag: Bruño, 2021. Geschrieben mit Casandra Balbás und Bárbara Balbás.
- Los Turboskaters: La leyenda del videojuego Ferno 666 – Verlag: Bruño, 2022. Geschrieben mit Casandra Balbás und Bárbara Balbás.
- Los Turboskaters: El misterio de la feria de Ténebra – Verlag: Bruño, 2023. Geschrieben mit Casandra Balbás und Bárbara Balbás.